# راس عین عمیروش
راس عین عمیروش (به عربی: راس عین عمیروش) یک شهرداری در الجزایر است که در استان معسکر واقع شده‌است. راس عین عمیروش ۶٬۱۸۳ نفر جمعیت دارد.